# Rastaborg, Ekerö

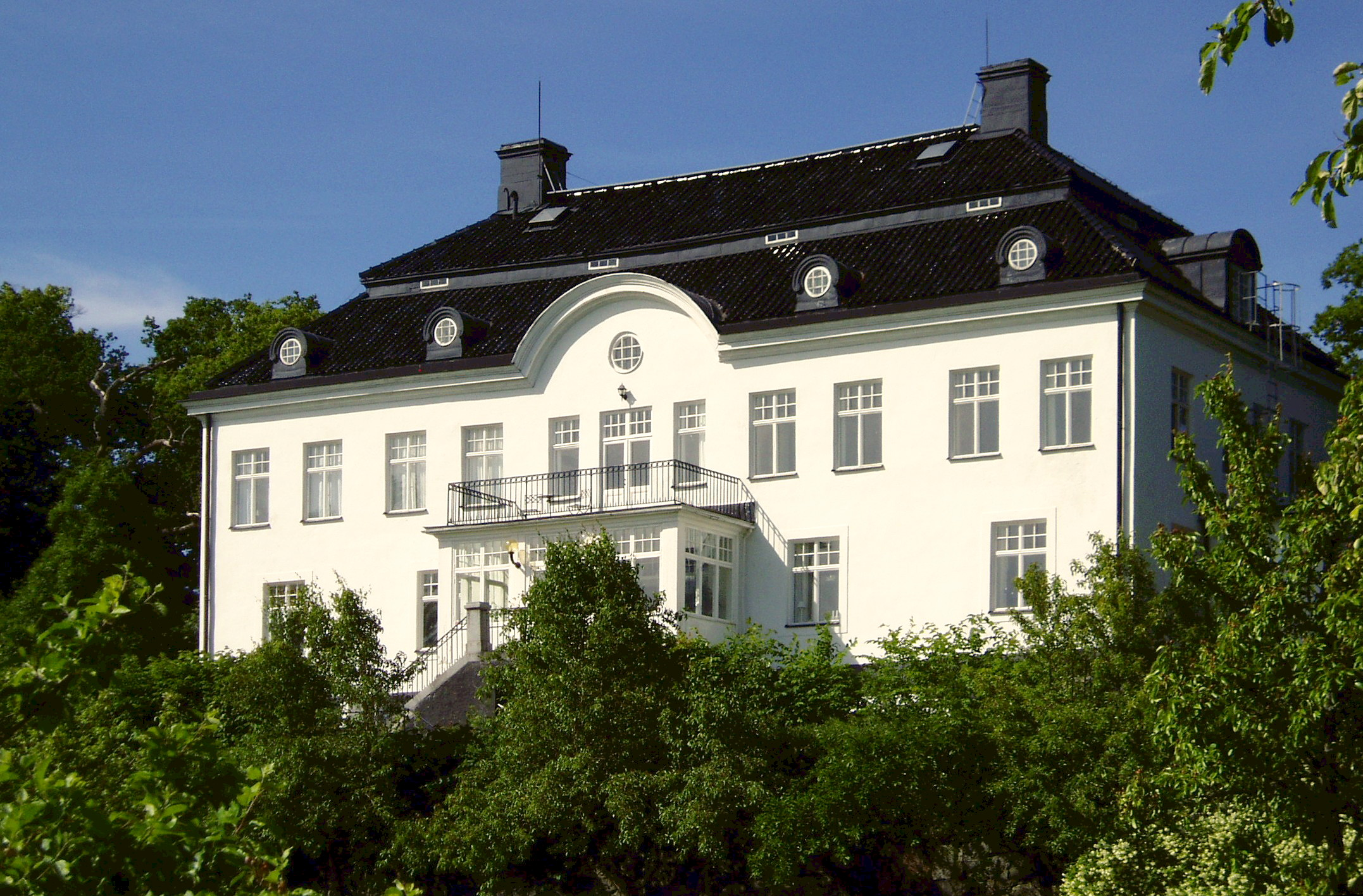
Rastaborgs slott, juni 2012.

Rastaborgs slott eller Rastaborgs herrgård är ett gods på Ekerö.

## Historik

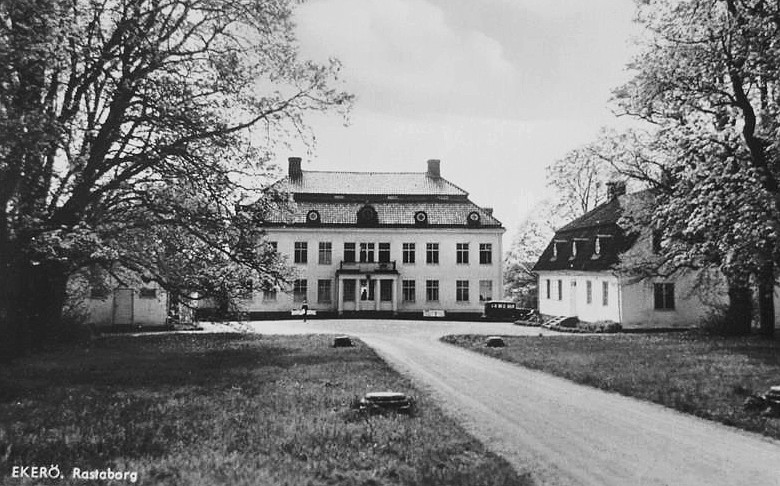
Rastaborg från norr, äldre vykort.

Godsets historia är inte helt klarlagd då arkiv blev offer för eldsvådor eller flyttades till okänd plats. Gravfält i området vittnar om en trolig tidigast bebyggelse under järnåldern. Under 1600-talet har sydeuropéer lagt grunden till dagens slott. Namnet kommer från Johan Skytte Rasta som köpte godset vid slutet av 1600-talet. Maria Skytte som var gift med greve Gustaf Adam Banér sålde den ursprungliga slottsbyggnaden till Hans Hirsch. Genom köp eller arv tillhörde godset sedan olika adelssläkter.
Dagens utseende fick herrgården 1910 i och med en ombyggnad som gjordes på uppdrag av dåvarande ägaren godsägare P.O. Wallin . Ritningar utfördes av Carl Alfred Danielsson-Bååk. Omkring 1940 innehades Rastaborg av familjen Widén som drev ett omfattande lantbruk på godset. Därför inhyrdes under sommaren studenter från hela Europa som på så sätt ordnade sin semester i Stockholm. En av flygelbyggnaderna brann troligen ner under 1950-talet.
Efter 1972 ägdes Rastaborg av Stockholms läns landsting som hade ungdomsverksamhet här. Mellan 1991 och 2009 innehades slottet av Thomas Cederström som arrangerade fester, bröllop, konferenser och konsert i byggnaden. Slottets har även ägts är Charlotte och Ulf Kilman. De har ett hälsoinstitut (Kilmaninstitutet) för elitidrottare och allmänheten i den kvarvarande flygelbyggnaden. Stallet som tidigare tillhörde Rastaborg drivs idag i två delar, en ponnyridskola och en del för privata ridhästar.
Nuvarande ägare är Menhammar.

## Bilder

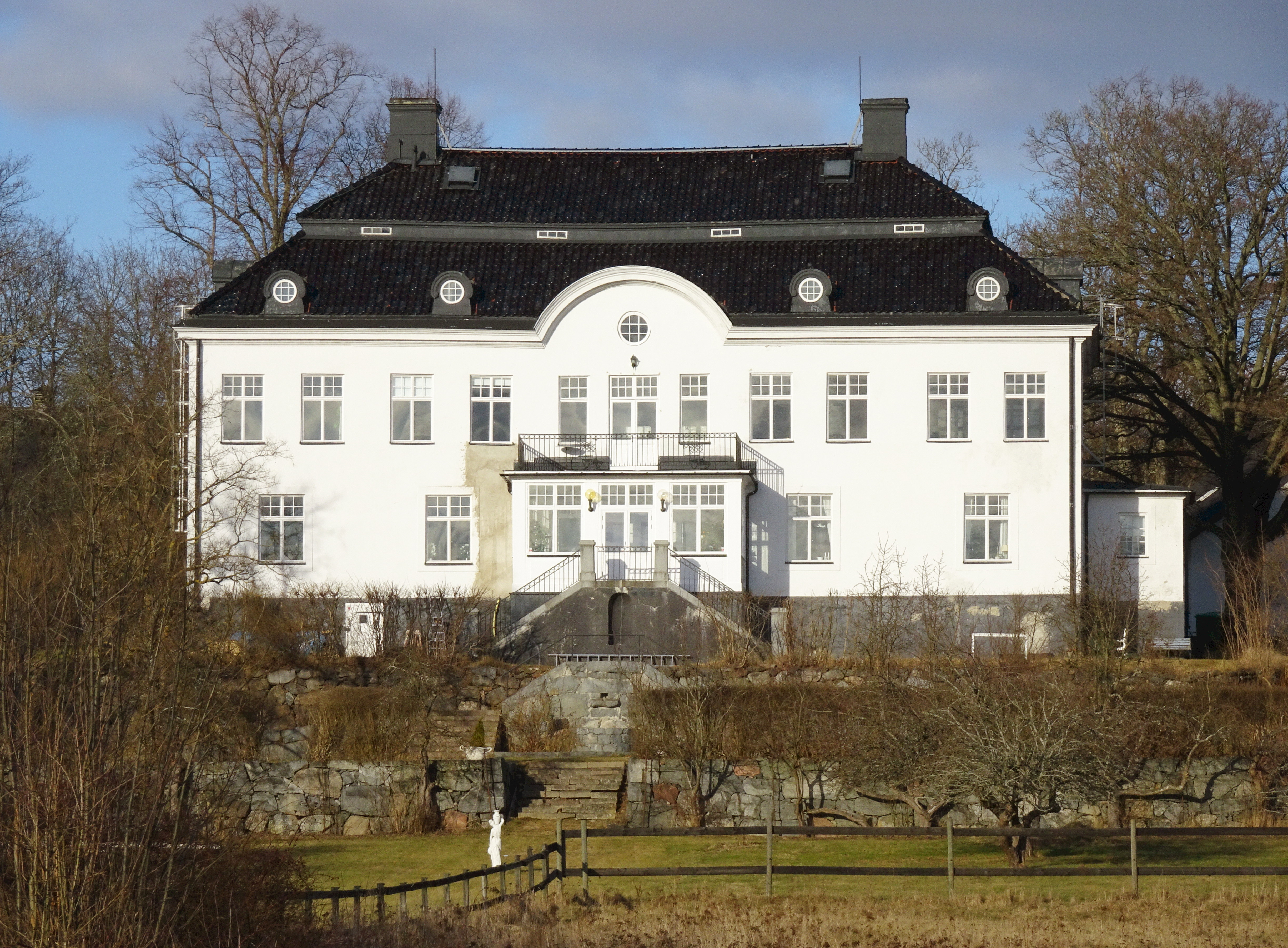
Fasad mot syd
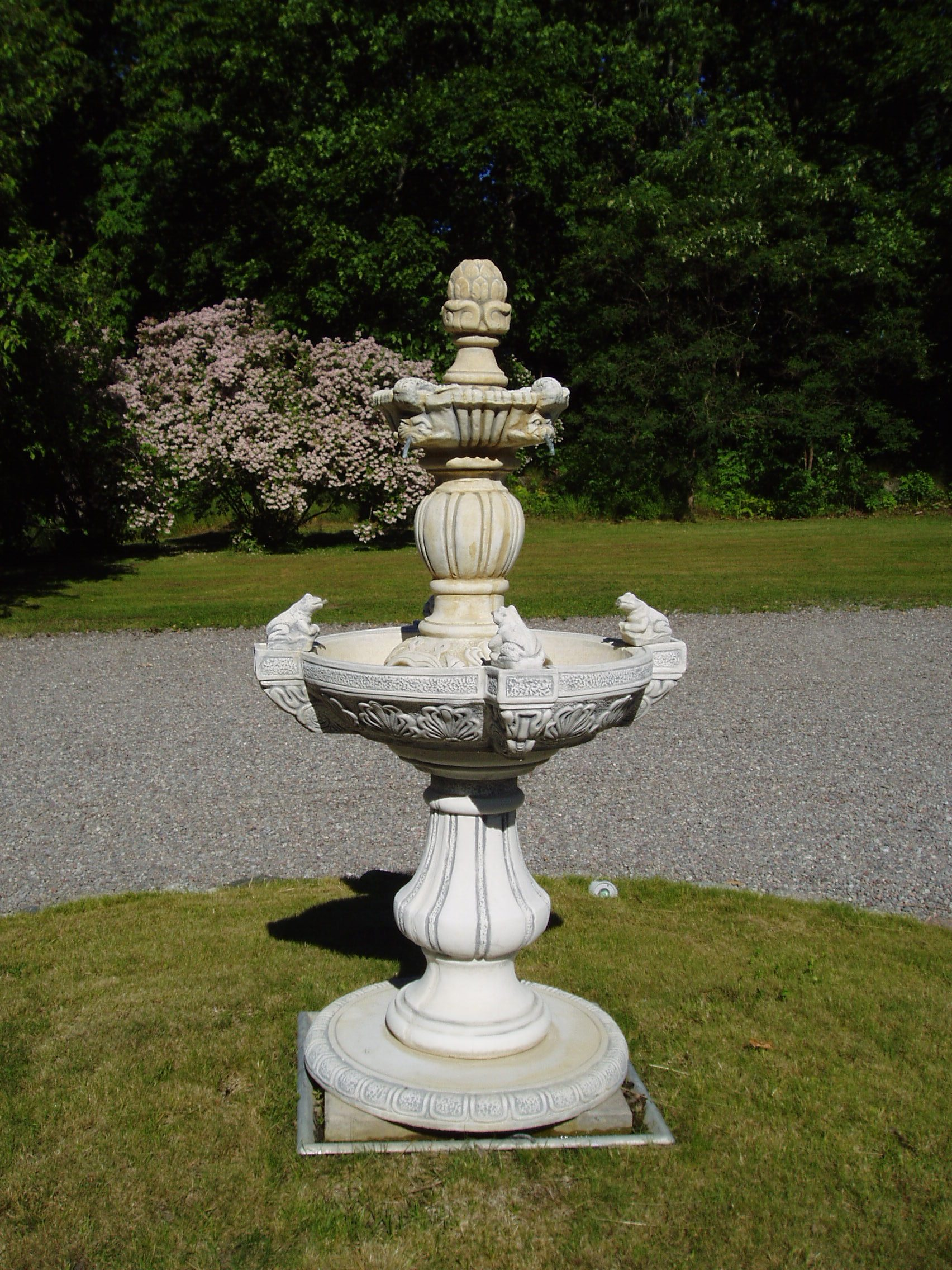
Liten fontän
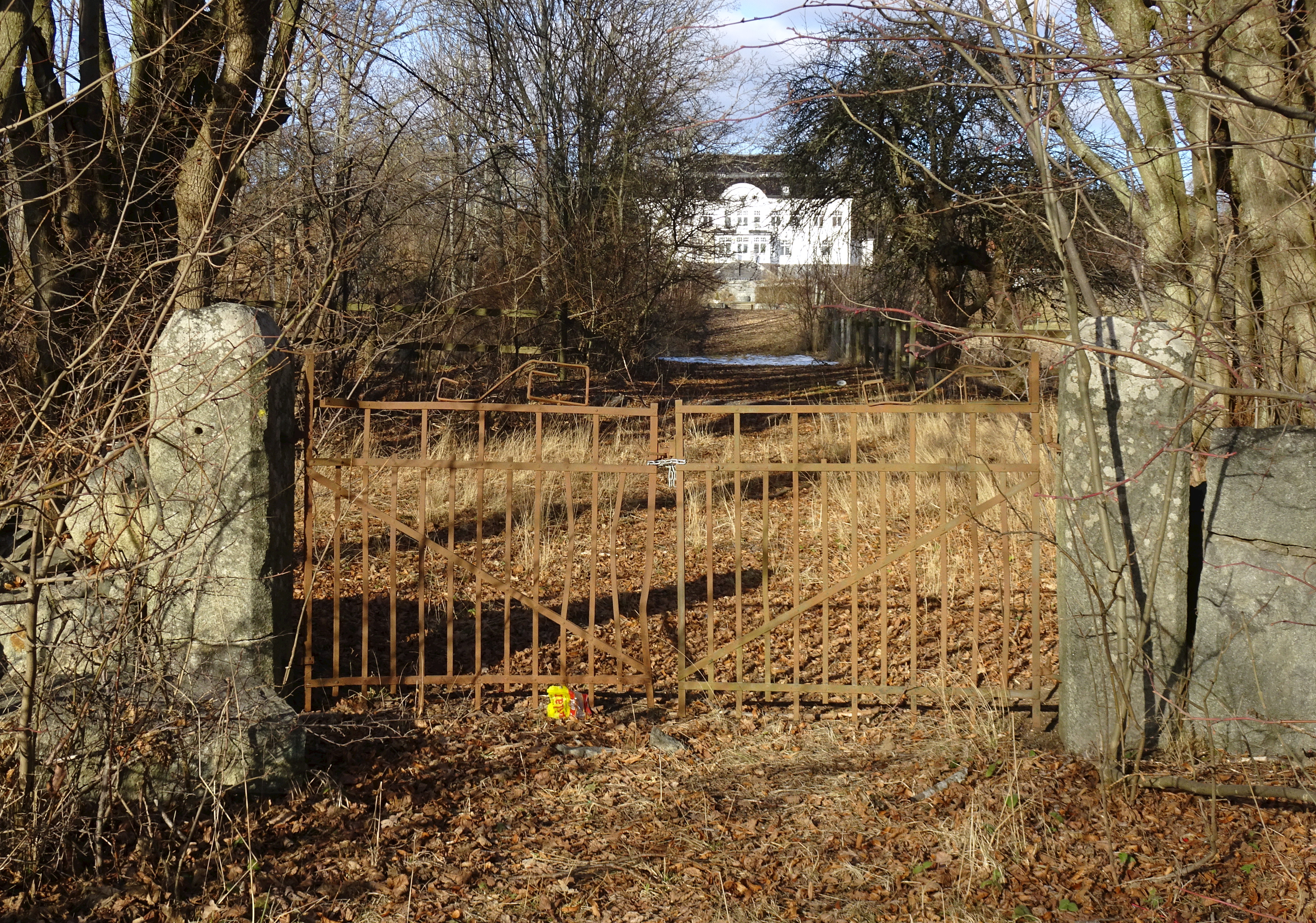
Mot syd med den gamla allén och grinden vid Ekerövägen
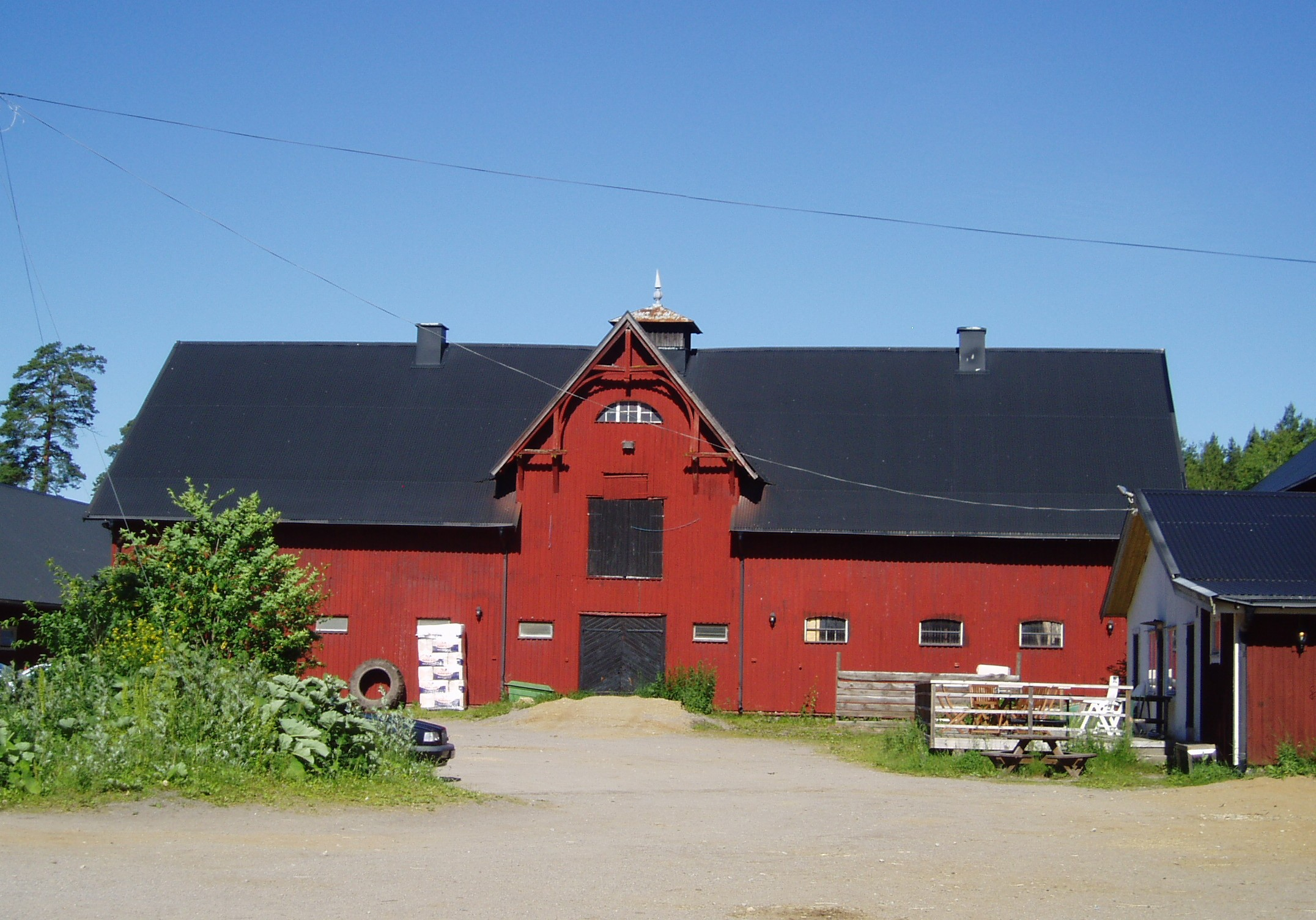
Ekonomibyggnad
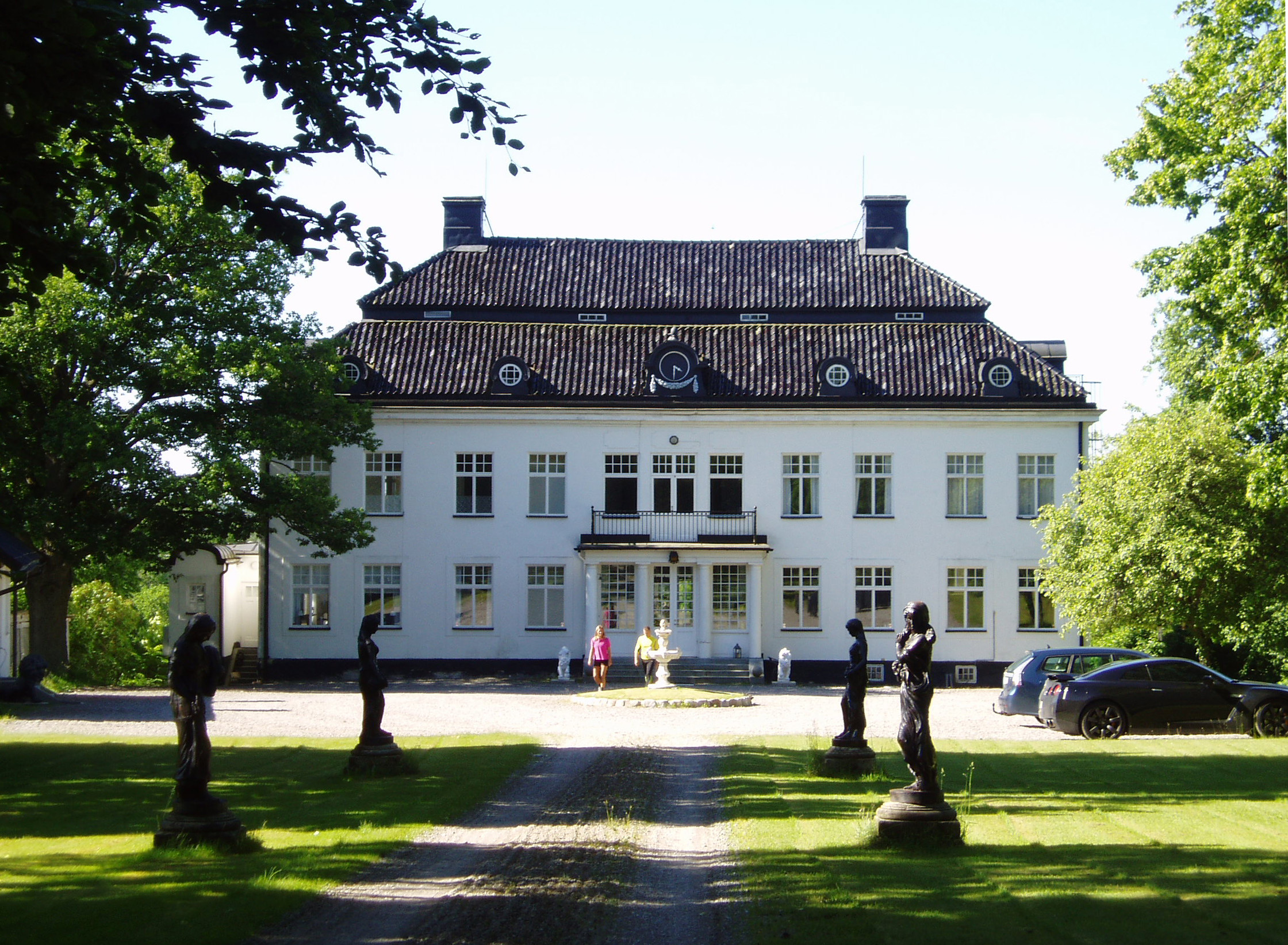
Fasad mot norr